# فيراري 348
فيراري 348 (بالإنجليزية: Ferrari 348)‏هي سيارة رياضية يتم إنتاجها من قبل شركة فيراري .

## مصدر
- Buckley, Martin & Rees, Chris (1998). World Encyclopedia of Cars. London: Anness Publishing. {{استشهاد بكتاب}}: الوسيط غير المعروف |الرقم المعياري= تم تجاهله يقترح استخدام |ردمك= (مساعدة)صيانة الاستشهاد: أسماء متعددة: قائمة المؤلفين (link)